# Duke Nukem: Time to Kill
Duke Nukem Time to Kill es un videojuego de acción-aventura en tercera persona, desarrollado por n-Space y 3D Realms, distribuido por GT Interactive. Fue lanzado exclusivamente para la consola PlayStation el 30 de septiembre de 1998 en Estados Unidos y el 15 de febrero de 1999 en Europa.

## Modo de juego
EL juego se presenta en una perspectiva de tercera persona con Duke siempre visible o cuando apunta la cámara se sitúa sobre su hombro siendo semi-transparente. El modo de juego y los controles son muy similares a los de Tomb Raider, un hecho clave de humor referencia a lo largo del juego. Aparte de Tomb Raider, las referencias a Evil Dead, Monty Python y el Santo Grial, y a la película de estilo Spaghett Western El bueno, el malo y el feo también hace referencia en este juego.

### Ambientación
El juego se abre con una secuencia de vídeo de introducción, en la que Duke en su moto hacia el club cabaret llamado "Bootylicious" en el centro de Los Ángeles, sólo para encontrar policías mutantes con apariencia de cerdos humanoides (policías cerdos) teletransportándose para interrumpir su diversión, convirtiendo su motocicleta en una bicicleta de una niña de color rosado. Duke acaba con los Policías de cerdo y el juego comienza. La secuencia de vídeo está acompañada por la canción "The Thing I Hate" de la banda Stabbing Westward.

### Niveles
La primera etapa del juego es una etapa de centro. Se trata de un "centro de la ciudad", compuesto por el club de nudistas, un Metro, un apartamento y una planta de fabricación. En cada visita a la etapa de centro, Duke puede matar a las bailarinas, lo que lleva a los cerdos mutantes a tele-transportarse, lo que resulta en comentarios humorísticos de un Duke disgustado. Los objetivos de las etapas centro se basa en hallar tres cristales clave (escondido en un lugar diferente cada vez) y los utilizan para operar un portal de deformación del espacio-tiempo que Duke debe utilizar para viajar al pasado, siendo cada vez una época más antigua comenzando principalmente por el Viejo Oeste, después la Europa Medieval y al final la Antigua Roma.
En cada escenario, Duke Nukem encuentra evidencia de los extraterrestres y los cerdos en trajes de la época de intentar cambiar la historia a su favor. Duke se encuentra con varias etapas de acción antes de una confrontación final contra un jefe final enorme, Hay un jefe por cada época. Este juego fue seguido con Duke Nukem: Land of babes, y un juego fue hecho para la Nintendo 64 llamado Duke Nukem: Zero Hour, que había un complot similar pero diferente considerablemente.

### Armas y equipamiento
El juego incluye algunas armas de entregas anteriores de Duke Nukem, como la clásica Pistola, la Escopeta, bombas por Control Remoto, en los viajes en el tiempo encontraremos armas antiguas según la época, como la Dinamita, un Hacha, una Granada de mano en forma de cruz, etc. Se incluyeron dos armas nuevas, un Lanzallamas y un arma experimental que destruye partículas llamada (Energy Weapon).
En el equipamiento están los mismos objetos que puede recoger el jugador, como el Botiquín, los esteroides, el modo invisible, el jetpack para volar y acabar con facilidad al enemigo, gafas de visión nocturna, una máscara de gas para entrar a áreas muy tóxicas.

### Multijugador
El juego también cuenta con una opción de 2 jugadores Deathmatch, donde dos jugadores pueden luchar unos contra otros en ambientes ligeramente basado en las etapas de un solo jugador refiriéndose a los diferentes períodos de tiempo.
Las etapas multijugador también se pueden acceder en el juego de un solo jugador, si en las misiones de la historia el jugador encuentra cronómetros o lugares secretos. Si estos elementos ocultos se encuentran, el jugador tiene la oportunidad de asumir una misión de uno en los mundos de multijugador en los que debe arrasar con una horda de enemigos utilizando una versión mejorada de una de las armas principales, al fallar porque se acaba el tiempo el jugador ira a la siguiente parte de la historia sin la mejora en el arma, si uno muere en el desafío puede volver a intentarlo bajo las mismas condiciones, Si se logran estos desafíos las mejoras en las armas se conservan para el resto de la historia.

## Recepción
Duke Nukem: Time to Kill recibió criticas en su mayoría positivas, especialmente la versión de PlayStation 1."